# 李小鹏 (政治人物)
李小鵬（1959年6月7日—），男，四川成都人，中华人民共和国国务院前总理李鹏之子，生于北京，中华人民共和国政治人物。1982年8月参加工作，1985年5月加入中国共产党。华北电力学院发电厂及电力系统专业毕业，高级工程师。中共第十八届中央候补委员、第十九届中央委员。曾长期担任中国华能集团和华能国际的领导职务，被称为“亚洲电王”。曾任中共山西省委副书记、山西省人民政府省长。现任中国人民政治协商会议第十四届全国委员会经济委员会副主任。

## 生平

### 家庭背景
李小鵬是前中共中央政治局常委兼国务院总理李鹏和夫人朱琳的长子。根据李鹏在回忆母亲的文章——《纪念我的母亲赵君陶》中的叙述，李小鹏于1959年6月，在北京市北京协和医院出生。由于李鹏长期在电力行业工作，儿子李小鹏和女儿李小琳后来上大学的专业也都选择了电力工程。李家两代人没有避讳裙帶關係，先后在中国电力工业领域担任要职。

### 从商
1982年8月，从华北电力学院电力工程系发电厂及电力系统专业大学毕业后，进入中国电力科学研究院，历任电力系统研究所技术员、助理工程师、工程师等职。期间于1987年2月—1988年2月，曾被派赴加拿大安大略水电局、曼尼托巴直流高压输电研究中心、曼尼托巴大学进修。1989年8月，任中国电力科学研究院计划经营处副处长。1990年8月，任中国电力科学研究院电力技术经济研究所所长。
1991年10月，任华能国际电力开发公司总经理助理，由此开始进入商界。1993年6月，任华能国际电力开发公司副总经理、分党组成员。1994年6月，任华能国际电力开发公司副总经理、分党组成员兼华能国际电力股份有限公司董事、副总经理。1995年10月，任华能国际电力开发公司副董事长、总经理、分党组成员兼华能国际电力股份有限公司副董事长、总经理。1999年3月，任华能国际电力开发公司董事长、总经理、党组书记兼华能国际电力股份有限公司董事长、总经理。1999年12月，任中国华能集团公司董事、总经理、党组书记兼华能国际电力开发公司董事长、总经理，华能国际电力股份有限公司董事长、党组书记。一年后，在香港证券交易所上市的华能国际，于2000年7月成功地收购了在纽约上市的“山东华能”。这项收购案也是首宗中国海外上市公司的购并个案完成后，使得华能国际成为亚洲最大的独立发电公司。作为华能国际董事长的李小鹏，被冠以“亚洲电王”的称号。
2001年12月，任国家电力公司副总经理、党组成员兼中国华能集团公司董事长、总经理、党组书记，华能国际电力开发公司董事长、总经理，华能国际电力股份有限公司董事长、党组书记（2001.03—2002.01中央党校一年制中青年干部培训班学习）。41岁的李小鹏出任新组建的大型中央企业—中国华能集团公司的总经理，成为了相当于副部级官员的企业家。在李小鹏的管理下华能集团，无论是资产规模，还是企业效益，都一直在中国“五大发电央企”（即华能、大唐、国电、华电、中电投）中位居首位；同时，华能还先后收购了国内外多家电力企业；每年的收益率都以两位数增长。2002年12月，任中国华能集团公司总经理、党组书记兼华能国际电力开发公司董事长，华能国际电力股份有限公司董事长、党组书记。

### 从政

#### 山西省
2008年5月，任中共山西省委常委。2008年6月2日，他向华能集团董事会提出了辞呈，决定辞去华能国际董事暨董事长的职务。
2008年6月12日，山西省第十一届人大常委会第三次会议决定，任命李小鹏为山西省人民政府副省长；在七位副省长中，排名第二位，并具体分管商务、市场监管、外事、旅游等方面的工作。至此，在中国电力行业前后打拼了26年的李小鹏，正式“弃商从政”，时年49岁。2010年6月，任山西省常务副省长。
在2012年11月召开的中共十八大上，当选中共第十八届候补中央委员，但按得票数高低排名最末位。2012年12月，晋升中共山西省委副书记、山西省代理省长；2013年1月29日，山西省第十二届人大一次会议正式选举李小鹏为山西省省长。

#### 交通运输部
2016年8月30日，辞去山西省省长职务，同年9月3日接替杨传堂，成为中华人民共和国交通运输部部长，任部党组副书记（书记仍为杨传堂）。2018年3月，在第十三届全国人民代表大会第一次会议上，李小鹏获李克强总理提名，连任交通运输部部长。
2022年10月召开的中国共产党第二十次全国代表大会上李小鹏落选第二十届中央委员，但在2023年3月，在第十四届全国人民代表大会第一次会议上，李小鹏获新任的李强总理提名，连任交通运输部部长，同年5月10日，他接替杨传堂出任交通运输部党组书记。2024年9月27日，李小鹏的交通运输部党组书记职务由北京市委副书记、第二十届中央委员刘伟接替。

#### 全国政协
2024年10月11日，李小鹏被任命为第十四届全国政协经济委员会副主任，同年11月8日，卸任交通运输部部长。

## 荣誉

### 外国勋章奖章
- 卓越新月勋章（英语：Hilal-i-Imtiaz）（巴基斯坦，2022年6月28日于北京巴基斯坦驻华大使馆颁发[17][18]）